# Underwater Demolition Team
 Der er for få eller ingen kildehenvisninger i denne artikel, hvilket er et problem. Du kan hjælpe ved at angive troværdige kilder til de påstande, som fremføres i artiklen.

Underwater Demolition Team (UDT) var en specialenhed i US Navy, der var aktiv mellem 1942 og 1983 og forløber for SEAL. Enheden deltog i Anden Verdenskrig, Koreakrigen og Vietnamkrigen. Dens hovedfunktion var rekognoscering og ødelæggelse af fjendens defensive hindringer på strande inden en amfibisk landing.
| Militær | Spire Denne artikel om militær er en spire som bør udbygges. Du er velkommen til at hjælpe Wikipedia ved at udvide den. |